# Lake Wainamu
Der Lake Wainamu ist ein See im Waitakere Ward des Auckland Council auf der Nordinsel von Neuseeland.

## Geographie
Der 15 Hektar große Lake Wainamu befindet sich am nordwestlichen Ende der Waitākere Ranges, knapp 2 km ostnordöstlich von der Küste zur Tasmansee entfernt. Das Stadtzentrum von Waitakere City, bis zum Oktober 2010 eigenständige Stadt, liegt rund 13,5 km östlich und der Waitākere River zieht nördlich bis westnordwestlich in einem Abstand von rund 1,1 km bis 1,2 km nach Westen in Richtung Tasmansee vorbei. Der Form einer Banane gleich erstreckt sich der Lake Wainamu in einem leichten Bogen über eine Länge von rund 1,1 km in Südost-Nordwest-Richtung und misst an seiner breitesten Stelle rund 225 m in Südsüdwest-Nordnordost-Richtung. Der Umfang des Sees beträgt rund 2,7 km und seine maximale Tiefe wurde bei 15 m fixiert.
Wasserzuläufe erhält der See durch den Wainamu Stream und verschiedene andere Streams aus dem Umland. Seine Entwässerung findet über einen nicht näher benannten Stream in Richtung Waitī Stream statt, der schließlich in den Waitākere River mündet und dieser in die Tasmansee.

## Lake Wainamu Track
Um den See herum führt der Lake Wainamu Track, der komplett in einem Rundgang gegangen rund 7,8 km lang ist und in der kleinen Siedlung Te Henga / Bethells Beach startet. Von dem Wanderweg aus führt ein kurzer Abzweig zu den östlich vom See liegenden Wainamu Falls.